# كاثليسيدين
ببتيد الكاثليسيدين المضاد للميكروبات (CAMP) وهو عديد ببتيد يخزن في المقام الأول في الجسيمات الحالة (الليسوسومات) من البلاعم والكريات البيض متعددة الأشكال (PMNs)؛ في البشر، يقوم جين ببتيد الكاثليسيدين المضاد للميكروبات بترميز طليعة الببتيد CAP-18 -18 كيلو دالتون، والتي تعالج عن طريق الانقسام خارج الخلوي بوساطة بروتيناز 3 إلى الشكل النشط LL-37 .LL-37 هو الببتيد الوحيد في عائلة الكاثليسيدين الموجود في جسم الإنسان.
الببتيدات الكاثليسيدينية عبارة عن جزيئات ذات طبيعة ثنائية تسمى الأمفيفيلات: أحد طرفي الجزيء ينجذب إلى الماء ويطرد الدهون والبروتينات، والطرف الآخر ينجذب إلى الدهون والبروتينات ويطرده الماء. يتفاعل أفراد هذه العائلة مع مسببات الأمراض عن طريق تفكيك أو إتلاف أو ثقب أغشية الخلايا.
وبالتالي تؤدي الكاثليسيدينات دورًا حاسمًا في الدفاع المناعي الفطري للثدييات ضد العدوى البكتيرية الغازية. تصنف عائلة الببتيدات الكاثليسيدينية على أنها ببتيدات مضادة للميكروبات (AMPs). تشتمل عائلة الببتيدات المضادة للميكروبات أيضًا على مركبات الدفاع عن الجسم. في حين أن الدفاعات تشترك في سمات هيكلية مشتركة، فإن الببتيدات المرتبطة بالكاثيليسيدين غير متجانسة إلى حد كبير. يتمايز أعضاء عائلة الكاثليسيدين من عديد الببتيدات المضادة للميكروبات بمنطقة محمية للغاية (مجال كاثلين) ومجال ببتيد كاثليسيدين شديد التغير.
عزلت ببتيدات الكاثليسيدين من العديد من أنواع الثدييات المختلفة. عثر على الكاثليسيدين في الغالب في العدلات، الوحيدات، والخلايا البدينة، والخلايا التغصنية والبلاعم بعد التنشيط بواسطة البكتيريا، والفيروسات، والفطريات، والطفيليات أو هرمون 1,25-D، وهو الشكل النشط هرمونيًا لفيتامين د. عثر عليها في بعض الخلايا الأخرى، بما في ذلك الخلايا الظهارية والخلايا الكيراتينية البشرية.

## علم أصول الكلمات
صيغ المصطلح في عام 1995 من الكاثلين، بسبب المجال الشبيه بالكاثيلين المميز الموجود في الكاثليسيدينات. اشتق اسم الكاثلين نفسه من مثبط الكاتيبسين L في عام 1989.

## آلية النشاط المضاد للميكروبات
تتضمن القاعدة العامة لآلية تحفيز عمل الكاثليسيدين، مثلها مثل غيرها من الببتيدات المضادة للميكروبات، تفكك (إتلاف وثقب) أغشية الخلايا للكائنات التي ينشط الببتيد تجاهها. وقد لوحظت تأثيرات مضادات الميكروبات ضد مسببات الأمراض الفطرية والبكتيرية والفيروسية.
يدمر الكاثليسيدين بسرعة أغشية البروتين الدهني للميكروبات المغلفة في البالعات بعد الاندماج مع الجسيمات الحالة في البلاعم. لذلك، يمكن أن يمنع LL-37 تكوين الأغشية الحيوية البكتيرية.

## نشاطات أخرى
يلعب LL-37 دورًا في تنشيط تكاثر الخلايا والهجرة، ما يساهم في عملية إغلاق الجرح. تلعب كل هذه الآليات معًا دورًا أساسيًا في استتباب الأنسجة وعمليات التجدد. علاوة على ذلك، له تأثير ناهض على مستقبلات متعددة الموجه، على سبيل المثال، مستقبلات الببتيد الفورميل 1 FPRL-1، ومستقبل البيورينرجيك P2X7، ومستقبل عامل نمو البشرة (EGFR) أو عامل النمو الشبيه بالأنسولين -1 مستقبل (IGF-1R). تلعب هذه المستقبلات دورًا مهمًا في تعديل المناعة في الاستجابة المناعية المضادة للورم، من بين أمور أخرى.
علاوة على ذلك، فإنه يحفز تكوين الأوعية الدموية وينظم موت الخلايا المبرمج. هذه العمليات غير منظمة أثناء تطور الورم، وبالتالي قد يكون LL-37 متورطًا في التسبب في الأورام الخبيثة.